# الکساندرا پرکینز
الکساندرا پرکینز (انگلیسی: Alexandria Perkins؛ زادهٔ ۲۷ ژوئیهٔ ۲۰۰۰) شناگر زن اهل استرالیا است.
وی در مسابقات کشوری و بین‌المللی در مجموع برندهٔ ۱ مدال طلا، ۶ مدال نقره شده است.